# John Millman (Radsportler)
John Earl Millman (* 4. August 1930 in Portland, Vereinigte Staaten; † 12. Juni 2021 Middlesbrough, Vereinigtes Königreich) war ein kanadischer Radrennfahrer.

## Sportliche Laufbahn
Millman war im Bahnradsport aktiv. Seine Eltern waren mit ihm nach Kanada ausgewandert, als er noch ein Kind war. Dort begann er mit 16 Jahren mit dem Radsport. Er war Teilnehmer der Olympischen Sommerspiele 1952 in Helsinki. Im Sprint unterlag er im Vorlauf gegen Béla Szekeres und schied im weiteren Verlauf des Wettbewerbs im Viertelfinale aus.
1952 gewann er die nationale Meisterschaft im Sprint und im 1000-Meter-Zeitfahren. 1952 startete er auch bei den Bahnradsport-Weltmeisterschaften im Sprint. 1955 siegte er bei den Nordamerikanischen Meisterschaften im Sprint.

## Berufliches
Nach den Olympischen Spielen 1952 schloss er sein Studium der Zoologie und Psychologie ab und begann ein Medizinstudium. Er erwarb 1964 einen Masterabschluss in Psychologie und ging nach London, wo er 1970 promovierte. Später arbeitete er in der Psychopharmakologie an der University of Newcastle.